# Lotfollah Safi Golpaygani
Lotfollah Safi Golpaygani (en persa: لطف‌الله صافی گلپایگانی‎; Golpayegan, 20 de febrero de 1919-Qom, 1 de febrero de 2022) fue un gran ayatolá iraní quien fue el imamí, chiita y marya taqlid más longevo que al momento de su muerte se haya registrado en Irán.

## Biografía
Golpaygani nació en Golpayegan el 20 de febrero de 1919. Estudio en los seminarios de Qom con el gran ayatolá Borujerdi. Residió y enseñó en el Seminario de Qom. Era un partidario de la revolución islámica en Irán y era conocido por su fetua que pedía la muerte del rapero Shahin Najafi por apostasía. Murió debido a un paro cardíaco el 1 de febrero de 2022, a los 102 años.